# Suman Sahai
Suman Sahai (n. secolul al XX-lea, India) este o activistă indiană, fondatoarea Gene Campaign.

## Cariera
Sahai a obținut un doctorat de la Indian Agricultural Research Institute în 1975. Apoi a lucrat succesiv la Universitatea din Alberta, Universitatea din Chicago și Universitatea din Heidelberg, unde a obținut o abilitare în genetica umană. Conform Web of Science, Sahai a publicat peste 40 de articole, mai ales pe subiecte politice legate de organismele modificate genetic, care au fost citate de peste 150 de ori, ceea ce îi conferă un h-index⁠(en)[traduceți] de 7. Ea este directoarea Organizației neguvernamentale Gene Campaign.

## Premii
- Order of the Golden Ark, 2001[1]
- Borlaug Award, 2004[7]
- Padma Shri, 2011[8]

## Controversă
În aprilie 2013 s-a dovedit că Sahai ar fi comis plagiat în teza sa de abilitare prezentată la Universitatea din Heidelberg în 1986. În plus, ea a fost acuzată că s-a prezentat drept profesoară la acea universitate, fără să fi ocupat o astfel de poziție. La 14 aprilie 2013, Universitatea din Heidelberg a confirmat plagiatul și că Sahai nu are dreptul de a se numi profesoară de la Universitatea din Heidelberg. În consecință, Sahai a acceptat să să renunțe la venia legendi⁠(en)[traduceți].